# 6891 Triconia
6891 Triconia eller 1976 SA är en asteroid i huvudbältet som upptäcktes den 23 september 1976 av Harvard College Observatory. Den är uppkallad efter Tri-Con Barber Shop, Paul, Joe, Charlie och Art.
Asteroiden har en diameter på ungefär 8 kilometer.